# Фримен, Кристофер
Кристофер Фримен (Фриман) (англ. Christopher Freeman; 11 сентября 1921 — 16 августа 2010) — английский экономист; представитель неошумпетерианского направления в экономической науке, один из известнейших исследователей экономических циклов в рамках концепции длинных волн Н. Д. Кондратьева.

## Биография
Сын Арнольда Фримена, секретаря Сиднея Вебба.
Учился в Лондонской школе экономики. Ветеран Второй мировой войны. Долгое время (1966−82) преподавал в университете Сассекса.
Лауреат премии Бернала (1987), присуждаемой Обществом социальных исследований науки, а также Премии Шумпетера (1988).
Жена — Карлота Перес.

## Основные произведения
- «Экономическая теория промышленных инноваций» (The economics of industrial innovation, 1974).
- Technology Policy and Economic Performance: Lessons from Japan. — Pinter Publishers, 1987.
- The Economics of Hope: Essays on Technical Change, Economic Growth, and the Environment. — Pinter Publishers, 1992. («Экономика надежды»)
- Chris Freeman, Francisco Louçã. As Time Goes By: From the Industrial Revolutions to the Information Revolution. — Oxford, Oxford University Press, 2002. («Как проходит время: от индустриальной до информационной революции»)

### Список произведений
- Innovation and long cycles of economic development (англ.). State University of Campinas (1982). — Доклад на International seminar on innovation and development at the industrial sector. Дата обращения: 24 октября 2014.

### Рекомендуемая литература
- Гуриева Л. К. Теория диффузии нововведений // Инновации. — СПб., 2005. — № 4.
- Меньшиков С. М., Клименко Л. А. Кристофер Фримен // Длинные волны в экономике: Когда общество меняет кожу. — 2-е. — М.: ЛЕНАНД, 2014. — С. 208—214. — 288 с. — ISBN 978-5-9710-0728-9.
- Kaldor M.[англ.]. Christopher Freeman obituary (англ.) // The Guardian. — Лондон, 8 сентября 2010.